# كاست تيفي
كاست تيفي (بالإنجليزية: Cast TV)‏ كانت شركة بحث وتجميع فيديو عبر الإنترنت سابقة مقرها في سان فرانسيسكو، كاليفورنيا. تم إغلاق موقعها الإلكتروني بعد أن استحوذت شركة Tribune Company عليها في عام 2010 واستخدمت التكنولوجيا الأساسية الخاصة بها لإنشاء العديد من منتجات بيانات المؤسسات، بما في ذلك البحث عن الفيديو العالمي, بيانات الفيديو عبر الإنترنت، لشركات مثل جوجل و روكو و TiVo، وموفري الفيديو عبر الإنترنت الآخرين.

## تأسيسها
تأسست كاست تيفي في عام 2006 من قبل إدوين أونج وأليكس فيكاتي.  وشملت خدماتها محرك بحث الفيديو وترخيص تكنولوجيا البحث عن الفيديو لشركات الإعلام.

## برامجها
فهرس البحث الخاص في كاست تيفي تدمج المحتوى الشائع و المحتوى الطويل الذيل، بما في ذلك البرامج التلفزيونية،  الأفلام، المشاهير، الأخبار والرياضة و أشرطة الفيديو الفيروسية.  قامت الشركة بتصفية مقاطع الفيديو منتهية الصلاحية ومقاطع الفيديو المكررة والبريد العشوائي للفيديو. 

## لحظات مهمة
- أوائل عام 2006: تم تأسيس كاست تيفي من قِبل رواد الأعمال من الزوجين إدوين أونج وأليكس فيكاتي.
- ديسمبر 2006: كاست تيفي تحصل على أول عميل لها: Gemstar - TV Guide. [6]
- أبريل 2007: قامت كاست تيفي بجمع سلسلة A بقيمة 3.1 مليون دولار من Draper Fisher Jurvetson وتمويل إضافي من مستثمرين من بينهم Ron Conway وMarc Andreessen . وتشمل المستشارين راجيف موتواني وتيموثي تشو. [7]
- 2008: أطلقت CastTV المستهلك التجريبي. [8]
- ديسمبر 2010: استحوذت عليها شركة تريبيون. [9]
- 2011: أطلقت تريبيون منتج بيانات الفيديو عبر الإنترنت مدعوم بتقنية كاست تيفي. [10]

## روابط خارجية
- عنوان الويب السابق لـ كاست تيفي